# 芸人交換日記〜イエローハーツの物語〜
『芸人交換日記〜イエローハーツの物語〜』（げいにんこうかんにっき イエローハーツのものがたり）は、放送作家・鈴木おさむによる日本の小説。
2011年に舞台化、2013年に『ボクたちの交換日記』（ボクたちのこうかんにっき）のタイトルで映画化。

## 概要
2009年10月からカルチャー雑誌『QuickJapan』（太田出版）に約1年間にわたり連載され、2011年3月11日に太田出版より単行本化された。
架空の無名のお笑いコンビの生活と葛藤を主人公2人の交換日記形式で描いた作品。交換日記という形式は、鈴木が普段夫婦で交換日記を書いているということ、また、朗読劇『LOVE LETTERS』の芸人版を作りたいということから着想を得た。また、作中にキャイ〜ン、はんにゃ、響、千原ジュニアなど実在の芸人の名前が出てくることでも話題になった。

## あらすじ
結成11年目、いまだ鳴かず飛ばずのお笑いコンビ“イエローハーツ”。M-1グランプリの出場資格も失い、所属事務所から与えられる仕事はストリップ劇場やパチンコホールでの余興や前座ばかり。これまでコンビの今後について真剣に話し合うことを避けてきた2人も、気がつけば30歳。お笑いに懸ける思いは本気。でももう後がない。なんとかして変わりたい…。そんなある日、ツッコミの甲本の思いつきで「交換日記」を始めることになり、乗り気でなかったボケの田中も次第に交換日記を通してお互いの本音をぶつけ合うようになっていく。そして芸人人生を賭けたあるお笑いコンテストへの出場をきっかけに、コンビには大きな転機が訪れる。

## 舞台

### 2011年版
2011年8月5日から8月7日まで東京グローブ座にて、2011年8月20日と21日には大阪OBP円形ホールにて舞台版が上演された。
出演は田中役：若林正恭（オードリー）、甲本役：田中圭、久美及び黄染役：伊勢佳世（イキウメ）。脚本・演出は鈴木おさむ。

### 2013年版
「『芸人交換日記』〜リーディングシアター〜」のタイトルで2013年2月8日から2月10日まで、東京・草月ホールにて朗読劇の形で上演された。また、同年3月16日と3月17日には大阪ビジネスパーク円形ホールにて大阪公演が行われた。それぞれの公演でキャストが異なる。

#### 東京公演
出演
- 2月8日：宮迫博之（雨上がり決死隊）、宮川大輔
- 2月9日昼公演：タカアンドトシ
- 2月9日夜公演：堀内健（ネプチューン）、土田晃之
- 2月10日昼公演；ピース
- 2月10日夜公演：サンドウィッチマン
- 全公演：伊勢佳世（イキウメ）

#### 大阪公演
出演
- 3月16日：さらば青春の光
- 3月17日昼公演：ロッチ
- 3月17日夜公演：オリエンタルラジオ
- 全公演：福田彩乃

### 『BOOK ACT』版
小森隼（GENERATIONS from EXILE TRIBE）が出演する朗読劇『BOOK ACT』の中の1本として「芸人交換日記」の公演が行われ、2020年1月6日から8日までは恵比寿ガーデンホールで、2020年2月22日は兵庫県立芸術文化センター阪急中ホールで、2021年1月4日から8日までは東京・ヒューリックホール東京で上演された。小森の相方役として、以下のキャストが日替わりで出演した。
出演
2020年
- 塙宣之（ナイツ）
- 相田周二（三四郎）
- 平子祐希（アルコ&ピース）
- みやぞん（ANZEN漫才）
- りんたろー。（EXIT）
- 青柳翔（劇団EXILE）

2021年
- 松陰寺太勇（ぺこぱ）
- 宮下兼史鷹（宮下草薙）
- 徳井義実（チュートリアル）
- せいや（霜降り明星）

### 2024年版
2023年10月、舞台『芸人交換日記』が2024年2月20日から25日までTOKYO FM HALLで上演されることが発表された。企画・脚本・演出は鈴木おさむ。
出演
- 小森隼（GENERATIONS）[5]
- 陣（THE RAMPAGE）[5]
- アンジェリーナ1/3(Gacharic Spin)

## テレビ

### 朗読番組
2023年11月6日（5日深夜）から12月25日（24日深夜）まで、朗読コンテンツVOICE アクト『芸人交換日記〜イエローハーツの物語〜』としてBSフジにて放送された。放送日時は月曜0時30分（日曜深夜）から。放送回数は全10話。初回放送は「初回1時間スペシャル」として6日0時から1話と2話が放送。最終話も初回と同様、24日0時から9話と10話が2話連続して放送された。
キャスト
- 甲本 - 染谷俊之[7][9]
- 田中 - 横田龍儀[7][10]
- 甲本黄染 - 葉山さら[11]

## 漫画
『月刊ヤングマガジン』（講談社）にて2012年4月号より2013年12月号まで連載。作画担当は東直輝。

### 単行本
- 『芸人交換日記〜イエローハーツの物語〜』講談社（ヤンマガKCスペシャル）全4巻

1. 2012年9月6日発売[12][13]、ISBN 978-4-06-382220-5
2. 2013年3月6日発売[12][14]、ISBN 978-4-06-382292-2
3. 2013年8月6日発売[12][15]、ISBN 978-4-06-382345-5
4. 2013年12月6日発売[16]、ISBN 978-4-06-382402-5

## 映画
『ボクたちの交換日記』（ボクたちのこうかんにっき）のタイトルで映画化。2013年3月23日公開。監督は内村光良。
内村が監督を務めるのは2006年の『ピーナッツ』以来2作目。原作の漫才師はコント師に、コンビ名の「イエローハーツ」は「房総スイマーズ」に変更されており、「千葉県出身で高校では共に水泳部所属だった事がコンビ名の由来」という設定が加えられている。多数の若手芸人がエキストラとして出演した事も話題になった。最終興行収入は2億6500万円。なお原作の漫才師をコント師に変更したのは、監督を担当した内村が漫才が苦手で、劇中でネタをやるシーンの制作をやりやすくするためだったという。

### キャスト
田中洋平
演 - 伊藤淳史
ボケ及びネタ作り担当。もともとはイタリアンシェフ志望だったが、甲本に強引に誘われお笑いの道に引きずり込まれる。ビデオレンタルショップ「TSUTAYA」でバイトをしながら生計を立てるも、将来には不安を感じている。内気で人見知りが激しく、後輩からは「ケチ」と噂される。
甲本孝志
演 - 小出恵介
ツッコミ担当。高校の文化祭で「お笑いをやろう」と田中を誘い房総スイマーズを結成する。お笑いで天下を取るという夢を持ちながらも、30歳を迎えて無職、借金300万円、ヒモ生活と崖っぷち。お調子者で見栄っ張り、少し空気の読めない所がある。もう一度お笑いに希望を託し、交換日記を提案する。
甲本（旧姓：新谷）久美
演 - 長澤まさみ
甲本の恋人。昼は薬剤師、夜はキャバクラ嬢と休みなく働き、ヒモ状態の甲本を支える。後に結婚し、娘のサクラを出産している。
田中（旧姓：宇田川）麻衣子
演 - 木村文乃
田中のバイト先の同僚。後に田中と結婚する。
甲本サクラ
演 - 川口春奈
孝志と久美の娘。物語のラストで、大物芸人の地位を確立した田中に父の想いを記した交換日記を届けに行く。
川野純也
演 - 佐々木蔵之介
前々から房総スイマーズに目をかけていたテレビ局プロデューサー。田中のネタ作りの才能を高く買っており、構成作家への転身を勧めた事もある。
中山
演 - 佐藤二朗
房総スイマーズの事務所「ビッグチャンス」の社長。以前はAVの制作会社をやっていた。一向に芽の出ない房総スイマーズに見切りをつけつつあり、最近になってAV女優のマネージメントを始めた。
紺野
演 - 大倉孝二
甲本の行きつけのバーのマスターで房総スイマーズの元先輩。店に来た芸人たちに、自身の経験を基にした売れるための助言や手助けをしている。占いで「夢を諦めるのも才能」と言われた事があり、芸人引退を決めた際には「芸人の才能はなかったけど、辞める才能くらい持っていたいから」と語っている。
BB（ビューティフルボーイズ）・福田
演 - ムロツヨシ
房総スイマーズの事務所「ビッグチャンス」の元後輩で、大手事務所（ホリプロと思われる）に移籍してBBを結成した。コンビではツッコミ担当。今の事務所が売り出しに力を入れているらしい。後に田中の新しい相方になる。
BB・橋本
演 - 鬼頭真也（夜ふかしの会）
福田の相方でボケ担当。
ベッキー（本人役、友情出演）
カンニング竹山（本人役、友情出演）
桃乃つぐみ
演 - 谷澤恵里香
房総スイマーズの事務所「ビッグチャンス」所属のAV女優。中山社長と愛人関係にあると噂されている。
その他の出演者
遠山景織子、入江雅人、立木文彦、戸田昌宏、相築あきこ、久保田磨希、川島潤哉 ほか

その他の芸人
- やさしい雨
- 梅小鉢
- ジグザグジギー
- ランチランチ
- ラブレターズ
- ニッチェ
- アルコ&ピース
- 青春ダーツ
- クマムシ
- ケチン・ダ・コチン
- つぼます
- 中村吉野
- アロアロ
- アンダーライン
- ウルトラオレンジ
- オールドモンク
- お仏
- オンリー2
- かいわれ
- ガルウィング
- グーとパー
- くつろぎソファーず
- ぐりんぴーす
- ケーリーハミルトン
- ザ・ゴリラバンド
- そんぐば～ど
- ダムダムおじさん
- 知念
- チャーミング炒飯
- ツィンテル
- 西村深村
- 25％
- ばくれつパンダ
- パンダユナイテッド
- 100W
- ピンポン
- ベティ
- ペパーミントの風に吹かれて
- ホタテーズ
- ルミエール兄弟
- レオン
- ロックンロールコメディーショー

テレビ局内に貼られた番組のポスターとしてのカメオ出演
さまぁ～ず、ネプチューン、バナナマン

### 原作・舞台版との違い
上記に挙げた点のほか、特に終盤の展開にいくつかの違いが見られる。
- コンテストに臨む直前の、甲本が田中へ誕生祝いとしてお揃いの黄色いリストバンドを贈るくだりが省略されている。
- 甲本の娘の名前が違う。原作と舞台版では「黄染（きいろ）」という。
- 原作と舞台版では田中の自宅に黄染が手紙と共に交換日記を届けるが、映画ではテレビ局の田中の楽屋にサクラが交換日記を届けに行く。また原作と舞台版における手紙の文面は、映画では田中と対面したサクラのセリフとして表現されている。
- 交換日記を見た田中が憤慨して交換日記をゴミ箱にぶち込み、帰宅後の麻衣子との会話でわだかまりを解いていき、急いでテレビ局に戻ってゴミの山の中から交換日記を捜し出すくだりは映画のオリジナル。
- 田中と甲本の最後の再会シーン。
  - 原作と舞台版では病室で田中が久美と共に甲本を看取り、お互いが交換日記に「甲本へ　漫才をやろう」「田中へ　ありがとう。またやろうな、イエローハーツ。天国で」と書き記した所で甲本は息を引き取る。その後2人が天国で再会してイエローハーツの漫才をやり（この中には故人である実在の漫才師の名前が出てくるなど若干のブラックジョークも散りばめられている）、田中の「お前と漫才ができるならどこだって天国だよ」というセリフで締めくくられる。
  - 映画では田中がかつてコンビ結成を誓った場所と同じ海の見える丘に甲本を連れ出し、交換日記を渡す。そして「また思っている事をどんどん書いてくれ」（甲本）「…嫌です（言った後ニッコリ笑う）」（田中）という会話で締めくくられる。甲本が死ぬ描写と天国漫才のくだりは省略されている。

### スタッフ
- 監督・脚本：内村光良
- 原作：鈴木おさむ『芸人交換日記〜イエローハーツの物語〜』（太田出版刊）
- 音楽：武部聡志
- 主題歌：FUNKY MONKEY BABYS『サヨナラじゃない』
- special thanks：さまぁ〜ず、ネプチューン、バナナマン、ナイツ、ハライチ、ホリプロ、キャサリン三世
- 撮影：北山善弘
- 美術：津留啓亮
- 録音：山成正己
- 照明：林広一
- 編集：小堀由起子
- 助監督：元村次宏
- 脚本協力：大久保ともみ
- 題字：房総スイマーズ
- 特別協力：カルチュア・コンビニエンス・クラブ
- 企画協力：スマイルカンパニー、Quick Japan
- CG：日本映像クリエイティブ
- 技術協力：バスク、ジェニック
- 照明協力：ロケット
- 美術協力：フジアール
- ラボ：IMAGICA
- チーフプロデューサー：重松圭一
- プロデューサー：青木裕子、松本整、細谷まどか、岩田祐二、田村正裕
- 配給：ショウゲート
- 制作プロダクション：共同テレビジョン
- 製作：「ボクたちの交換日記」製作委員会（関西テレビ放送、博報堂DYメディアパートナーズ、ショウゲート、共同テレビジョン、マセキ芸能社、プロジェクトユー、Yahoo! JAPANグループ、太田出版、東海テレビ放送、テレビ西日本）

### Blu-ray / DVD
2013年8月21日発売。発売・販売元はジェネオン・ユニバーサル・エンターテイメントジャパン。
- ボクたちの交換日記 通常版（1枚組）
  - 映像特典
    - 内村光良監督・脚本『ボクたちの交換日記』ドキュメンタリー“〜笑いに情熱を懸けた男たちの物語〜”

  - 音声特典
    - オーディオコメンタリー（監督・脚本：内村光良×伊藤淳史×小出恵介×原作：鈴木おさむ）
- ボクたちの交換日記 初回限定版（3枚組）
  - ディスク1：本編ディスク（通常版と同様）
  - ディスク2：特典DVD1
    - ビジュアルコメンタリー（監督・脚本：内村光良×伊藤淳史×小出恵介×原作：鈴木おさむ）

  - ディスク3：特典DVD2
    - 監督・内村光良の撮影日記
    - イベント映像集
    - 新宿バイタス お笑いライブ
    - 内村直伝コント タナフク「ファミレス」
    - 内村直伝コント タナフク「タクシー」

  - 日記仕様アウターケース付き日記仕様リバーシブルジャケット仕様

### スピンオフドラマ
映画作品のスピンオフドラマ『ひとり交換日記』（ひとりこうかんにっき）が製作され、2013年2月22日にTSUTAYA限定でDVDレンタルが開始された。主演はバカリズムと映画本編にも出演している木村文乃。原作は鈴木おさむが本ドラマ用に書き下ろしたものである。

#### キャスト
- 黒田鉄也：バカリズム

田中のバイト先の同僚の一人で、麻衣子に片思い中。俳優志望だがオーディションには受かったためしがなく、内気でネガティブ思考な性格からか友達が一人もいない。麻衣子への思いを募らせた事とネガティブな自分を変えるために、彼女を相手にした一人二役の「妄想的ひとり交換日記」を書き始める。
- 宇田川麻衣子：木村文乃

#### スタッフ
- 原作：鈴木おさむ『ひとり交換日記』（電子書籍版『芸人交換日記〜イエローハーツの物語〜』所収）
- 脚本：マギー
- 監督：元村次宏
- 製作：関西テレビ放送、カルチュア・コンビニエンス・クラブ

## オーディオブック
2013年10月25日よりオトバンクのFeBe!にてオーディオブックが配信されている。担当声優は伊丸岡篤、新垣樽助、古木のぞみ。

## 作中で描かれた売れない芸人たちのリアルな実情
作者の鈴木がお笑い業界にも詳しいだけあって、この作品の中では売れっ子芸人とそうでない芸人たちの落差（番組の出演者と前説の間での、楽屋やスタイリストや送迎の有無といった待遇の違いなど）や芸人世界の厳しい現実が克明に描き出されている。

主人公コンビのイエローハーツは一度深夜のコント番組のレギュラーになって少し売れかけるものの、その番組がゴールデンに進出した時に「年を食いすぎている」という理由で降板させられた上にゴールデンに進出したその番組の前説をする事になったり、まともに見てくれる人もろくにいない遊園地やデパートでの営業や売れっ子になった後輩の単独ライブの手伝いなどの屈辱的な仕事に甘んじなければならなかったり、甲本は住んでいたアパートの家賃を滞納したため追い出されて恋人の家に居候するハメになったりと辛酸をなめ続ける日々を送っている。

自らの夢と現実の間での苦悩や葛藤、本業だけでは暮らせないのでバイトで汗水垂らして生計を立てなければならない生活苦、芸能事務所間の力関係や売り出し方、ライバルや後輩に抜かれていく屈辱感や挫折感や絶望感、ネタを作るプロセスや大きな大会に賭ける思い、ネタを書けないコンプレックスなどの芸人だからこそ抱いている本音、解散して別々の道を進むようになったコンビの「その後」などのリアルな描写は、多くの芸人たちから共感を得ている。